# Hoher Segelflosser

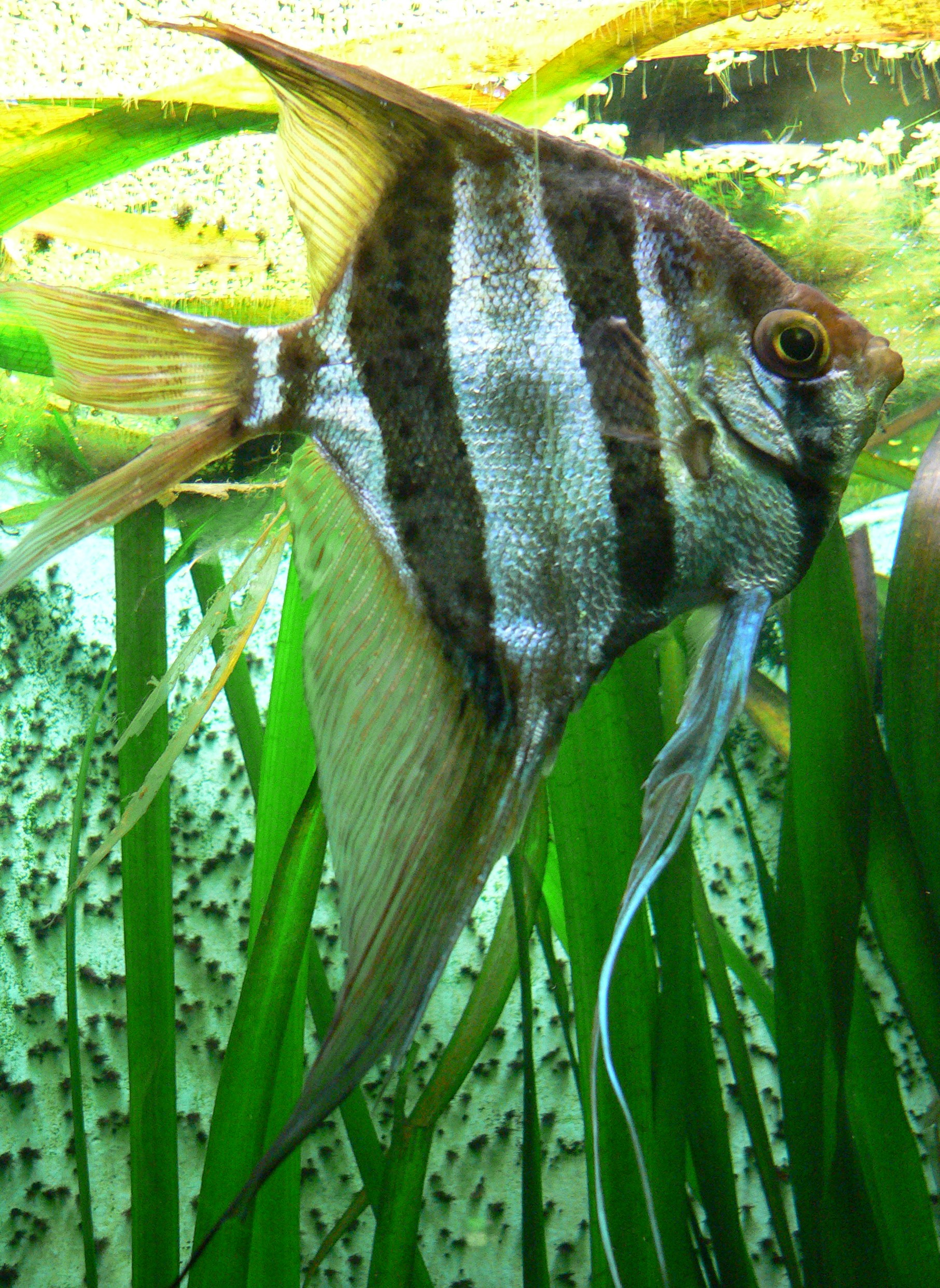
Ausgewachsener Hoher Segelflosser

Der Hohe Segelflosser (Pterophyllum altum) ist ein Buntbarsch aus dem tropischen Südamerika. Er ist die größte der momentan drei validen Arten der Gattung der Skalare.

## Systematik
Dieser Buntbarsch, dessen Gattung der schwedische Ichthyologe Sven O. Kullander in die Gattungsgruppe (Tribus) der Heroini stellt, wurde 1903 von dem französischen Zoologen Jacques Pellegrin als Pterophyllum altum aus dem Rio Atabapo in Venezuela wissenschaftlich zuerst beschrieben. Abgesehen von Verwechslungen mit dem nahe verwandten Pterophyllum scalare, gibt es keine Synonyme.
Der Gattungsname ist eine Zusammensetzung aus pteron = Flosse, Flügel, Segel und phyllum = Blatt. Der adjektivistische Artname, altum, lateinisch „hoch“, deutet auf die Gesamtkörperhöhe hin.
Flossenformel: Dorsale XI–XIII/27–31, Anale VI/28–32.
Zwischen dem Hohen Segelflosser und dem Artkomplex Pterophyllum scalare bestehen mehrere Übergangsformen. Paepke interpretierte das als sich allmählich ändernde Merkmalabstufungen einer Reihe zusammenhängender Populationen innerhalb des gesamten Verbreitungsgebiets (cline) und stellte den Hohen Segelflosser als Unterart zu Pterophyllum scalare. Seine eng an dem von Mayr geprägten Artbegriff orientierte Auffassung fand jedoch keine Anerkennung.

## Merkmale
Im Gegensatz zu seinen beiden Schwesterarten besitzt der Hohe Segelflosser deutlich kleinere und deshalb auch erheblich mehr Flankenschuppen (41 bis 48 statt höchstens 39 bei Pterophyllum scalare beziehungsweise 26 bis 30 bei Pterophyllum leopoldi). Er verfügt auch über mehr Flossenstrahlen als die beiden anderen Arten. Deutliche Unterscheidungsmerkmale zu Pterophyllum scalare (sensu lato) sind eine noch markantere sattelartige Einbuchtung der Stirnlinie und ausgeprägtere Vertikalstreifen, die sich deutlich in der Schwanzflosse fortsetzen. Die Art erscheint durch ihre Körperhöhe noch stärker abgeplattet. Hohe Segelflosser erreichen eine Gesamtlänge von etwa 20 Zentimeter und eine Körperhöhe bis annähernd 40 Zentimeter.

## Verbreitung
Der Holotypus wurde im Rio Atabapo in Venezuela gefangen. Das natürliche Vorkommen erstreckt sich nach heutiger Kenntnis über die Einzugsgebiete der Oberläufe von Orinoco und Rio Negro. Exemplare aus der Umgebung der Typuslokalität unterscheiden sich im Aussehen von Hohen Segelflossern aus dem östlichen Kolumbien. Aus dem Dreiländereck Brasilien/Peru/Kolumbien stammende Segelflosser, die in der Literatur als „Peru-Altum“" bezeichnet werden, gehören einer anderen noch unbeschriebenen Art an.

## Ökologie
Die wenigen untersuchten Fundorte verfügen in der Regel über feinsandigen Grund und sind wegen der hohen Wassertemperaturen (dokumentiert: 27 bis 35 °C) überwiegend frei von echten Wasserpflanzen. Die in kleinen Gruppen angetroffenen Fische stehen über felsigen Bereichen oder verbergen sich zwischen Totholz oder der Ufervegetation. Flachwasser wird gemieden. Dass Hohe Segelflosser meist nahe der Wasseroberfläche angetroffen werden, hängt mit der Ernährungsweise zusammen. In dem nährstoffarmen (elektrische Leitfähigkeit < 25 µS/cm) und lebensfeindlichen Milieu (pH-Wert deutlich unter 5,5) seiner Lebensräume stellen anfliegende Insekten und an der Wasseroberfläche atmende Insektenlarven (Mückenlarven) einen Großteil seiner Beute dar. Ein weiterer wichtiger Bestandteil der Nahrung sind kleinere Fische.
Aus den kleinen Sozialverbänden bilden sich Paare mit fester Bindung, die kleine Fortpflanzungsreviere verteidigen und an senkrechtes Substrat offen ablaichen. Als Elternfamilie betreuen beide Geschlechtspartner ihre Brut, die Larven und heranwachsenden Jungfische sehr intensiv und lange. Der Nachwuchs ernährt sich teilweise vom Körperschleim und der Oberhaut seiner Eltern.

## Bedeutung für den Menschen
Hohe Segelflosser haben keine Bedeutung als Speisefische. Als Aquarienfische sind Hohe Segelflosser aber nicht nur sehr begehrt, sondern auch mit vielen fast schon mythischen Attributen verklärt. Das beginnt schon mit dem Datum des Erstimports für die Aquaristik, für das, beginnend mit 1911, mehrere Jahreszahlen angegeben werden. Sehr wahrscheinlich brachte der Aquarienfischhändler Heiko Bleher die ersten Hohen Segelflosser 1972 nach Europa. Nur wenigen Liebhabern gelingt seither die Zucht. Wie viele tropische Süßwasserfische aus sehr warmen, sauren und nährstoffarmen Gewässern sind Hohe Segelflosser ein interessantes Arbeitsfeld der Parasitologie.
Aufgrund ihrer hervorstechenden, für Fische außergewöhnlichen Gestalt, die sie nur mit Flossenblättern (Monodactylidae) und juvenilen Fledermausfischen (Ephippidae) teilen, sind Fotos und grafische Darstellungen von Segelflossern immer wieder Motive der Kunst und Werbung.